# Strijkkwartet nr. 15 (Beethoven)
Het strijkkwartet nr. 15 in a klein is een vijfdelige compositie voor strijkkwartet van Ludwig van Beethoven. Het werd geschreven in 1825. Het is het tweede van drie door prins Golitsyn bestelde kwartetten.

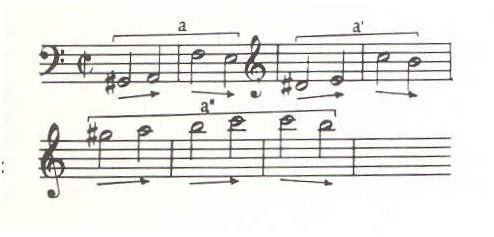
Openingsmotief van de eerste van de 3 ABC kwartetten

Het openingsmotief in de eerste maten van het Assai Sostenuto is met zijn motief van 4 noten de kiemcel van de compositie: 4 noten beginnend en eindigend met een kleine secunde. Dit is hetzelfde motief waarmee de Große Fuge begint en dat ook in nr. 14 wordt geciteerd. Uit deze kiemcel vloeien quasi improvisatorisch, maar feitelijk er hecht mee verbonden, alle andere thema's en gedachten voort. De strijkkwartetten nr. 15, nr. 13 (in de oorspronkelijke vorm, dus met de Große Fuge als finale) en nr. 14 zijn thematisch met elkaar en de  verwant; ze worden wel aangeduid als de ABC-kwartetten naar de toonsoort van hun openingsdelen: a, B(es)(Duits B) en c(is).

## Ontstaan
Dit strijkkwartet heeft een verwarrend hoog volg- en opusnummer. Het is direct na het kwartet nr. 12 in Es (opus 127) gecomponeerd en gaat vooraf aan het kwartet nr. 13 in Bes (opus 130) en het kwartet nr. 14 in cis (opus 131).
Tijdens het componeren werd Beethoven in april 1825 ernstig ziek, waardoor hij meerdere weken niet kon werken. Na zijn herstel schreef hij een extra deel dat hij invoegde als het derde deel: Heiliger Dankgesang eines Genesenen an der Gottheit, in der Lydischen Tonart. Beethoven bestudeerde al enkele jaren oudere toonsoorten (m.n. in kerkmuziek) en gebruikte deze incidenteel, zoals de Dorische modus in het Et incarnatus est in het Credo van de Missa Solemnis. Voor het derde deel in het kwartet greep Beethoven dus terug op de Lydische modus. Over de betekenis en of Beethoven zelfs wel echt in de Lydische modus schreef, is nog altijd geen consensus. Er is wel consensus dat de (vijf) hymnische delen (de (vijf) 'Dankgesangen') in de Lydische modus zijn geschreven en, indien ononderbroken achter elkaar gespeeld en in een verhoogd tempo, een koraal vormen in de traditie van Bach.
Het opschrift dat Beethoven het deel gaf, leidde al snel tot de interpretatie dat dit kwartet programmamuziek zou zijn. Met name Adolf Bernhard Marx propageerde dit idee en noemde het 15e kwartet de "muzikale expressie van ziekte en herstel", een gedachte die in 2020 min of meer vergelijkbaar werd geopperd door muziekcriticus Mark Swed.
Uit de schetsboeken van Beethoven blijkt dat de finale van dit kwartet ooit bedoeld was als finale van de 9e symfonie.

## Delen
I. Assai sostenuto-Allegro
Canonisch wordt in de langzame opening het motto aangeheven. Met name dit grondthema draagt dit deel naar een lang coda.
II. Allegro ma non tanto
Eerder een mild menuet met trio, dan een scherzo. Het trio is een musette: een melodie in de viool met doedelzakachtige begeleiding.
III. Canzona di ringraziamento. Heiliger Dankgesang eines Genesenden an die Gottheit, in der lydischen Tonart: Molto Adagio
Een koraalachtige melodie met een ook door de lydische toonaard bijna sacrale muziek. Afgewisseld met een (aanduiding: “Neue Kraft fühlend”) andante met rijk gefigureerde vioolmelodie. Dit leidt tot variaties, met aanduidingen als “Molto Adagio” en “Mit innigster Empfindung”.
IV. Alla marcia, assai Vivace
Het vierde deel heeft een markant marsthema, dat na een snelle solo cadens van de viool overgaat in het slotdeel.
V. Allegro appassionato
Het slotdeel opent in ¾ maat met een thema met een stuwend appassionata-karakter. Dit deel was eerst mogelijk bedoeld als de finale van de 9e symfonie. Imposant wordt teruggrijpend op al het thematisch materiaal en met velerlei contrast naar een stralend coda voortgestuwd.

## Receptie
Bij de première had dit werk minder succes dan het tegelijk uitgevoerde pianotrio opus 97. Het werk verscheen postuum in druk, dus na de later gecomponeerde strijkkwartetten 13 en 14, hoewel het al in september 1825 aan de uitgever Schlesinger was verkocht.